# Lou Ottens
Lodewijk Frederik Ottens (Bellingwolde, 1926. június 21. – Duizel, 2021. március 6.) holland mérnök és feltaláló, leginkább a magnókazetta feltalálójaként ismert, és a CD fejlesztésében végzett munkájáért. Karrierje teljes ideje alatt a Philips alkalmazta.

## Élete
1926. június 21-én született a groningeni Bellingwolde-ban, Hollandiában. Ottens kiskorától kezdve érdeklődött a technológia iránt. Tizenéves korában, Hollandia német megszállása idején a második világháborúban épített egy rádiót, aminek a segítségével titokban hallgatta a Radio Oranje nevű rádióadó adásait. A náci zavarókat mindenféleképpen el szerette volna kerülni, ezért Ottens primitív irányított antennával építette meg a rádiót. Ezután a Delfti Műszaki Egyetemre járt. Itt 1952-ben végzett.
1952-ben Ottens-t a Philips-nél kezdett el dolgozni. 1957-ben belépett egy újonnan megnyílt Philips gyárba a belgiumi Hasseltben. Akkoriban ez a gyár főleg audióberendezéseket gyártott, köztük lemezjátszót, magnót és hangszórót.